# Catherine Haméon
Catherine Haméon, née en 1967, est une nageuse synchronisée française.

## Biographie
Catherine Haméon a remporté trois médailles d'or continentales par équipe, aux Championnats d'Europe de natation 1985, aux Championnats d'Europe de natation 1987 et aux Championnats d'Europe de natation 1989.